# Adhir Kalyan
Adhir Kalyan (Durban, 4 agosto 1983) è un attore sudafricano di origine indiana.

## Carriera
Kalyan è nato in Sudafrica. Sua madre, Santosh Vinita "Sandy" Kalyan, è un MP dell'Assemblea nazionale sudafricana, dove rappresenta l'Alleanza democratica. Prima di spostarsi all'estero, ha effettuato una serie di produzioni in Sud Africa, compresi gli adattamenti teatrali di "Oliver Twist" e "A Christmas Carol" di Charles Dickens, un adattamento de "La terra sotto i suoi piedi" di Salman Rushdie e "Macbeth" di Shakespeare.
Nel 2005, si trasferisce a Londra per proseguire la sua carriera in cui è maturato in serie della BBC Holby City (serie 8) come Arjmand Younis e in Spooks (serie 5), e sulla rete irlandese RTÉ One in Fiera Città come Ramal Kirmani. Egli ha anche apparso in una serie di film indipendenti.
È stato il protagonista della serie di breve durata Aliens in America, in cui interpreta uno studente in valuta estera dal Pakistan trasferito in una famiglia del Wisconsin. Kalyan ha ritratto un personaggio ricorrente nella quinta stagione di Nip/Tuck e interpreta dalla 3ª stagione in poi Timmy nella serie Le regole dell'amore.
Nel 2009 è comparso nel film Paul Blart Mall Cop come Pahud, un adolescente che ammira la sua ragazza, e la commedia di Fired Up! - Ragazzi pon pon.

## Filmografia parziale

### Cinema
- Fired Up! - Ragazzi pon pon (Fired Up!), regia di Will Gluck (2009)
- Amici, amanti e... (No Strings Attached), regia di Ivan Reitman (2011)
- Guida sexy per brave ragazze (A Nice Girl Like You), regia di Chris Riedell e Nick Riedell (2020)

### Televisione
- Aliens in America - serie TV, 18 episodi (2007-2008)
- Le regole dell'amore (Rules of Engagement) - serie TV, 71 episodi (2009-2013)
- Nip/Tuck - serie TV, 3 episodi (2009)
- I Love Dick - serie TV, 6 episodi (2016-2017)
- Arrested Development - serie TV, 3 episodi (2018-2019)
- The Goldbergs - serie TV, episodio 8x03 (2020)
- United States of Al - serie TV, 35 episodi (2021-2022)
- Non sono ancora morta (Not Dead Yet) – serie TV, episodio 1x11 (2023)

## Doppiatori italiani
Nelle versioni in italiano delle opere in cui ha recitato, Adhir Kalyan è stato doppiato da:
- Paolo Vivio ne Le regole dell'amore
- Davide Garbolino in Nip/Tuck
- Davide Perino in Fired Up! - Ragazzi pon pon
- Stefano Brusa in Guida sexy per brave ragazze
- Ezio Conenna in Non sono ancora morta